# Zamkowa Góra (osada)
Zamkowa Góra (kaszb. Zómkòwô Góra) – osada w Polsce, w województwie pomorskim, w powiecie starogardzkim, w gminie Skarszewy.
Wchodzi w skład sołectwa Junkrowy. Prowadzi tędy Szlak Skarszewski – zielony znakowany szlak turystyczny. Na północ od osady nad rzeką Wietcisą znajdują się pozostałości starego grodziska Gnosna.
Do 2023 miejscowość była częścią wsi Junkrowy.
W latach 1975–1998 Zamkowa Góra administracyjnie należała do województwa gdańskiego.